# Сесар Перес (футболіст)
Сесар Перес (ісп. César Pérez; нар. 29 листопада 2002, Серрильйос) — чилійський футболіст, півзахисник аргентинського клубу «Дефенса і Хустісія» та національної збірної Чилі. Виступав також за клуби «Депортес Магальянес» та «Уніон Ла-Калера».

## Клубна кар'єра
Сесар Перес народився 2002 року в місті Серрильйос, та є вихованцем футбольної школи клубу «Депортес Магальянес». Професійну футбольну кар'єру розпочав у 2019 році в основній команді того ж клубу, в якій грав до 2022 року, взявши участь у 42 матчах чемпіонату. У 2022 році футболіст перейшов до клубу «Уніон Ла-Калера», в якому грав до 2024 року. З 2024 року Сесар Перес грає у складі клубу «Дефенса і Хустісія» приєднався 2024 року. Станом на 30 жовтня 2024 року відіграв за команду з передмістя Буенос-Айреса 8 матчів в національному чемпіонаті.

## Виступи за збірні
У 2017 році Сесар Перес дебютував у складі юнацької збірної Чилі, загалом на юнацькому рівні взяв участь у 16 іграх, відзначившись одним забитим голом.
Протягом 2020—2023 років Перес залучався до складу молодіжної збірної Чилі. На молодіжному рівні зіграв у 9 офіційних матчах, забив 1 гол.
У 2023 році Сесар Перес дебютував у складі національної збірної Чилі. У складі збірної був учасником розіграшу Кубка Америки 2024 року у США. Станом на кінець жовтня 2024 року зіграв у складі національної збірної 4 матчі, в яких забитими м'ячами не відзначився.